# Al-Sadiq-Moschee
Die al-Sadiq-Moschee (Urdu مسجد الصدیق DMG Masǧid al-Ṣadīq, auch: Wabash-Moschee) wurde im Jahr 1922 in Chicago gebaut. Diese Moschee wurde erbaut mit den Spenden von Angehörigen der Ahmadiyya Muslim Jamaat aus Indien.

## Chicago Muslim Mission

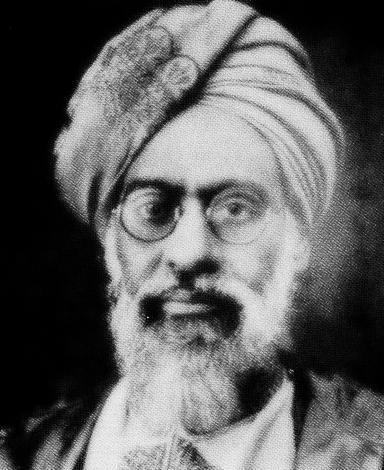
Muhammad Sadiq – Erster Ahmadiyya-Missionar in den USA

Mufti Muhammad Sadiq kam am 15. Februar 1920 in Amerika an und errichtete 1921 das Hauptquartier der Ahmadiyya Muslim Jamaat. Muhammad Sadiq begann ein monatlich erscheinendes Magazin mit dem Namen „The Moslem Sunrise“ herauszugeben, welches Artikel über den Islam enthielt, gegenwartsbezogene Themen und Berichte von Konvertiten. Das Magazin erscheint heute noch. Muhammad Sadiq gewann in seiner kurzen Zeit in Amerika eine erhebliche Zahl an Konvertiten für den Islam, hauptsächlich in Detroit und Chicago in der Zeit zwischen 1922 und 1923.
Die Ahmadiyya-Bewegung wuchs weiter und richtete mehr als 40 Missionsstationen in ganz Amerika ein. Von den vier Ahmadi-Moscheen heute in der Region sind zwei afroamerikanisch und zwei indopakistanisch geprägt. Chicago diente als nationales Hauptquartier bis 1950. Danach wurde es in die American Fazl Moschee in Washington, D.C. verlegt.